# انتخابات مجلس الأمة الكويتي 1999
أقيمت الانتخابات التاسعة لمجلس الأمة الكويتي في عام 1999 بعد حل مجلس الأمة الكويتي 1996، وقد وزعت المناطق على حسب نظام الخمسة وعشرون دائرة التي يفوز فيها أصحاب المركزين الأول والثاني.

## توزيع الدوائر الانتخابية
الدائرة الأولى
- منطقة الشرق
- منطقة الدسمة
- منطقة المطبة
- منطقة دسمان
- منطقة بنيد القار

الدائرة الثانية
- منطقة المرقاب
- ضاحية عبد الله السالم

الدائرة الثالثة
- منطقة القبلة
- منطقة الشويخ
- منطقة الشامية

الدائرة الرابعة
- منطقة الدعية
- منطقة الشعب
- جزيرة فيلكا وسائر الجزر

الدائرة الخامسة
- منطقة القادسية
- منطقة المنصورية

الدائرة السادسة
- منطقة الفيحاء
- منطقة النزهة

الدائرة السابعة
- منطقة كيفان

الدائرة الثامنة
- منطقة حولي
- منطقة ميدان حولي
- منطقة النقرة
- منطقة بيان
- منطقة مشرف

الدائرة التاسعة
- منطقة الروضة

الدائرة العاشرة
- منطقة العديلية
- منطقة الجابرية
- منطقة السرة

الدائرة الحادية عشر
- منطقة الخالدية
- منطقة قرطبة
- منطقة اليرموك

الدائرة الثانية عشر
- منطقة السالمية
- منطقة البدع
- منطقة سلوى
- منطقة الراس

الدائرة الثالثة عشر
- منطقة الرميثية

الدائرة الرابعة عشر
- منطقة أبرق خيطان
- منطقة خيطان الجديدة

الدائرة الخامسة عشر
- منطقة الفروانية
- منطقة عين بغزي

الدائرة السادسة عشر
- منطقة العمرية
- منطقة الرابية
- منطقة الرقعي
- منطقة الأندلس

الدائرة السابعة عشر
- منطقة جليب الشيوخ
- منطقة الشدادية
- منطقة صيهد العوازم
- منطقة العضيلية
- منطقة العارضية

الدائرة الثامنة عشر
- منطقة الصليبيخات
- منطقة الدوحة
- منطقة أمغرة
- منطقة غرناطة

الدائرة التاسعة عشر
- منطقة الجهراء الجديدة
- منطقة الصليبية والمساكن الحكومية

الدائرة العشرون
- منطقة الجهراء وحدود الكويت مع العراق شمالا وغربا وحدود الكويت مع السعودية حتى المتياهة.

الدائرة الحادية والعشرون
- مدينة الأحمدي
- منطقة المقوع
- منطقة واره
- منطقة الصبيحية
- منطقة الجعيدان حتى حدود الكويت مع السعودية
- منطقة هدية
- منطقة الفنطاس
- منطقة المهبولة
- منطقة أبو حليفة
- منطقة الفنيطيس
- منطقة المسيلة
- ضاحية صباح السالم

الدائرة الثانية والعشرون
- منطقة الرقة

الدائرة الثالثة والعشرون
- منطقة الصباحية

الدائرة الرابعة والعشرون
- منطقة الفحيحيل
- منطقة المنقف

الدائرة الخامسة والعشرون
- منطقة أم الهيمان
- ميناء عبد الله
- منطقة الزور
- منطقة الوفرة حتى حدود الكويت الجنوبية مع السعودية.

## الفائزون حسب الدوائر
الدائرة الأولى
- عدنان عبد الصمد
- صالح عاشور

الدائرة الثانية
- عبد الوهاب راشد الهارون
- عبد الله محمد النيباري

الدائرة الثالثة
- محمد جاسم الصقر
- جاسم الخرافي

الدائرة الرابعة
- عبد المحسن يوسف جمال
- عبد الله يوسف الرومي

الدائرة الخامسة
- أحمد يعقوب باقر
- عبد العزيز عبد اللطيف المطوع

الدائرة السادسة
- مشاري جاسم العنجري
- مشاري محمد العصيمي

الدائرة السابعة
- وليد مساعد الطبطبائي
- أحمد دعيج الدعيج

الدائرة الثامنة
- حسن عبد الله جوهر
- عبد المحسن مدعج المدعج

الدائرة التاسعة
- فيصل فهد الشايع
- ناصر جاسم الصانع

الدائرة العاشرة
- صالح يوسف الفضالة
- سامي المنيس

الدائرة الحادية عشر
- أحمد عبد العزيز السعدون
- أحمد الربعي

الدائرة الثانية عشر
- مخلد راشد العازمي
- سالم عبد الله الحماد

الدائرة الثالثة عشر
- حسين علي القلاف
- صلاح عبد الرضا خورشيد

الدائرة الرابعة عشر
- وليد مناحي العصيمي
- حمود ناصر الجبري

الدائرة الخامسة عشر
- مبارك براك الهيفي
- عيد هذال الرشيدي

الدائرة السادسة عشر
- مبارك فهد الدويلة
- مبارك بنيه الخرينج

الدائرة السابعة عشر
- مسلم محمد البراك
- حسين مزيد الديحاني

الدائرة الثامنة عشر
- خلف دميثير العنزي
- عبد الله العرادة

الدائرة التاسعة عشر
- محمد خليفه الخليفة
- أحمد نصار الشريعان

الدائرة العشرون
- محمد محسن البصيري
- طلال مبارك العيار

الدائرة الحادية والعشرون
- وليد خالد الجري
- سعدون حماد العتيبي

الدائرة الثانية والعشرون
- سعد بن طامي
- مبارك عبد الله صنيدح

الدائرة الثالثة والعشرون
- خميس طلق عقاب
- فهد دهيسان الميع

الدائرة الرابعة والعشرون
- راشد سيف الحجيلان
- فهد مبارك الهاجري

الدائرة الخامسة والعشرون
- مشعل مجبل العازمي
- مرزوق فالح الحبيني